# Альштедт, Фредрик
Фредрик Альштедт (швед. Fredrik Ahlstedt; фин. Fredrik Ahlstedt; 24 апреля 1839[…], Або — 19 августа 1901, Парайнен, Або-Бьёрнеборгская губерния) — финский художник-пейзажист шведского происхождения, супруг художницы Нины Альштедт, урождённой Лингелл (1853—1907).

## Биография

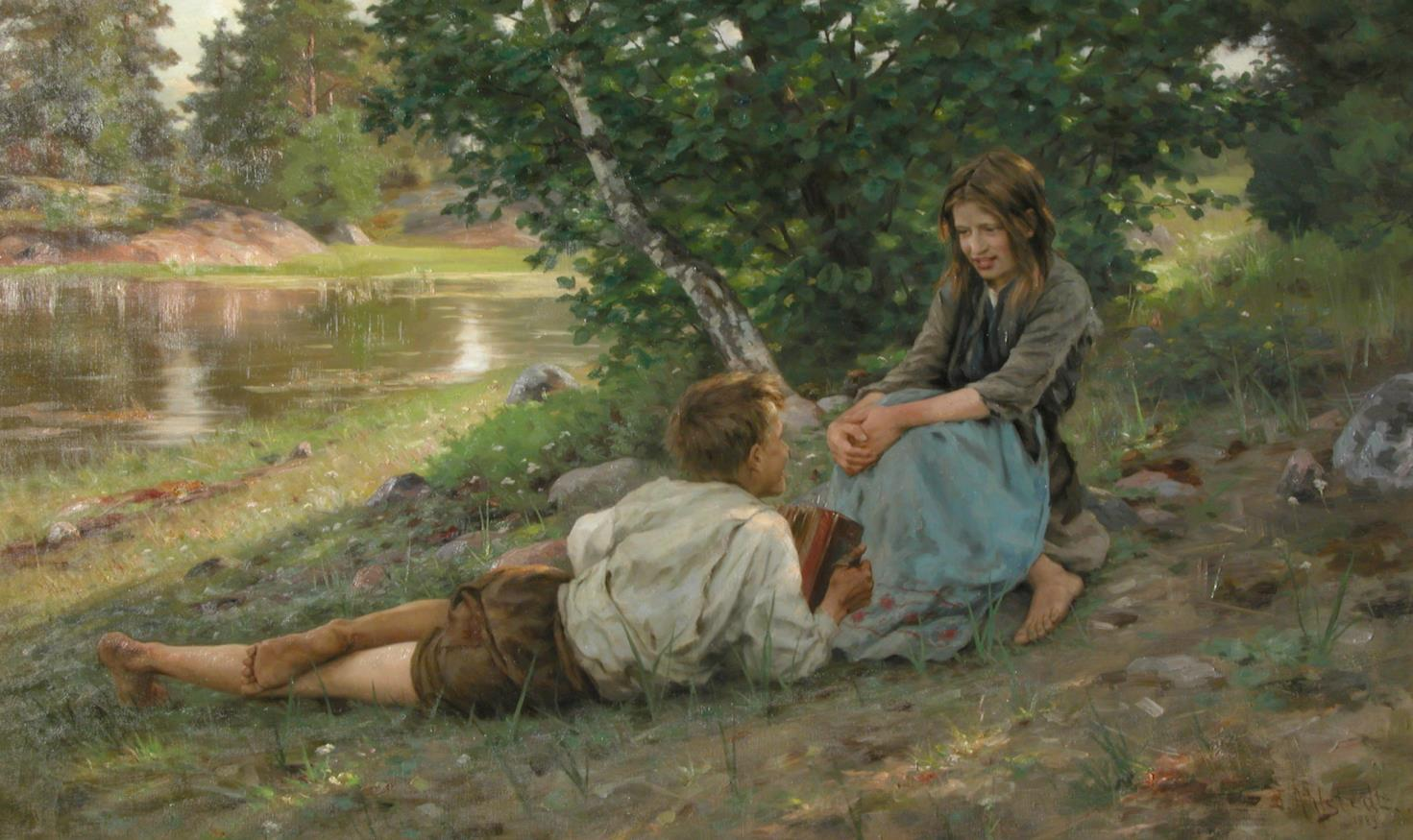
Сцена на берегу

Родился в 1839 году в Або (Турку). Учился сперва в Стокгольме в Шведской академии художеств (1866—68), а в 1869 году отправился в Дюссельдорф, где продолжил своё обучение в Дюссельдорфской академии. В 1874 году Альштедт вернулся в Великое княжество Финляндское. Начиная с 1886 года, вместе с супругой, нередко работал на плэнере на Аландских островах, став, таким образом, одним из первых членов «колонии художников», основанной там живописцем Виктором Вестерхольмом.
Выставлялся в Париже, Стокгольме и Гельсингфорсе (Хельсинки). Кроме того, с 1874 по 1901 год  работал преподавателем рисования в различных учебных заведениях Або и Гельсингфорса, в частности, в Гельсингфорском университете (1892–1901); являлся директором рисовальной школы Финского художественного общества (1876–1893; ныне — Академия художеств Хельсинки). Помимо пейзажей, писал портреты, жанровые сцены и запрестольные образы для церквей. 
Скончался в 1924 году в Паргасе. 
Его дочь, Маргарета Альштедт-Вилланд (1889—1967), стала художницей по текстилю.

## Галерея

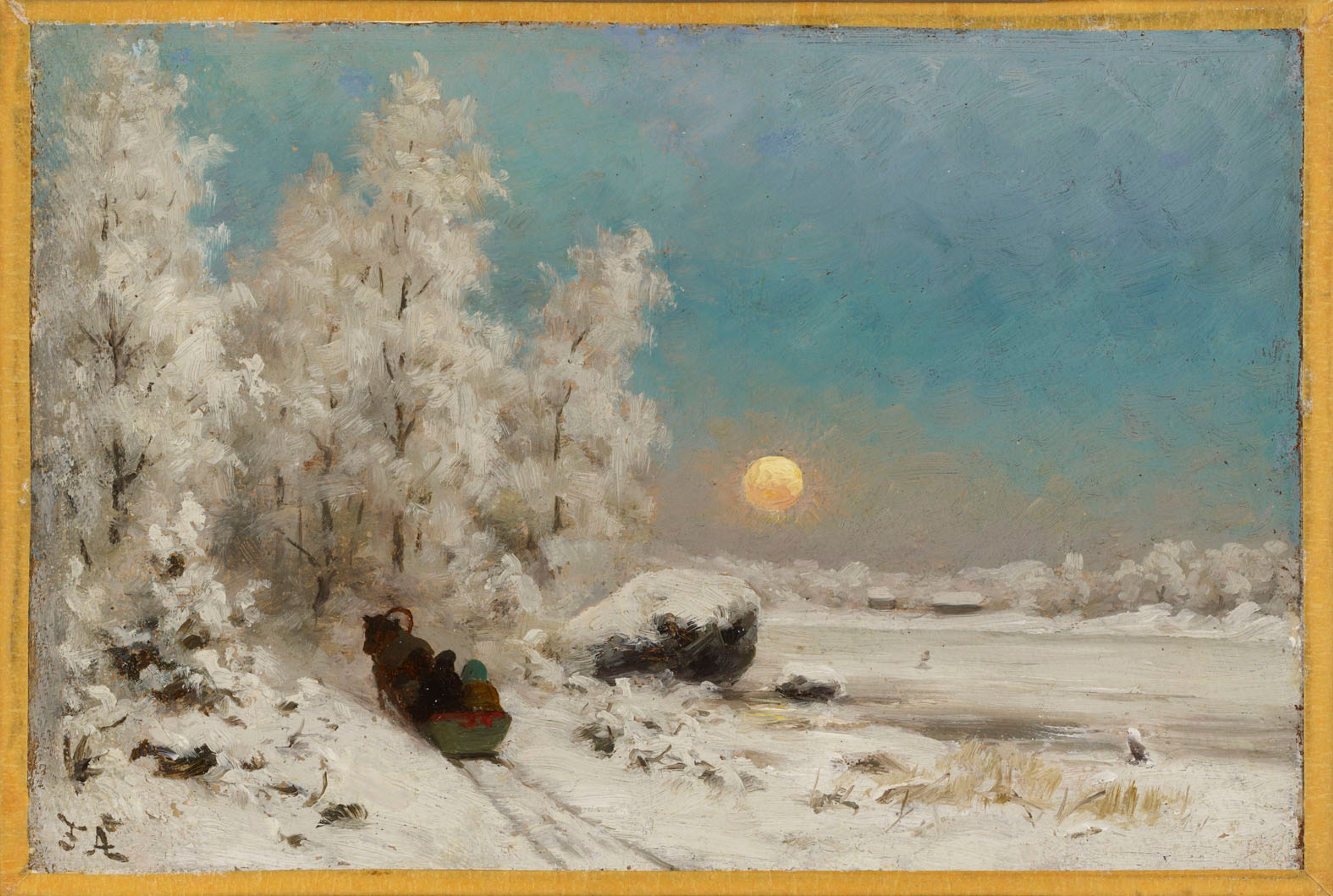
Зимняя ночь. Восход луны.
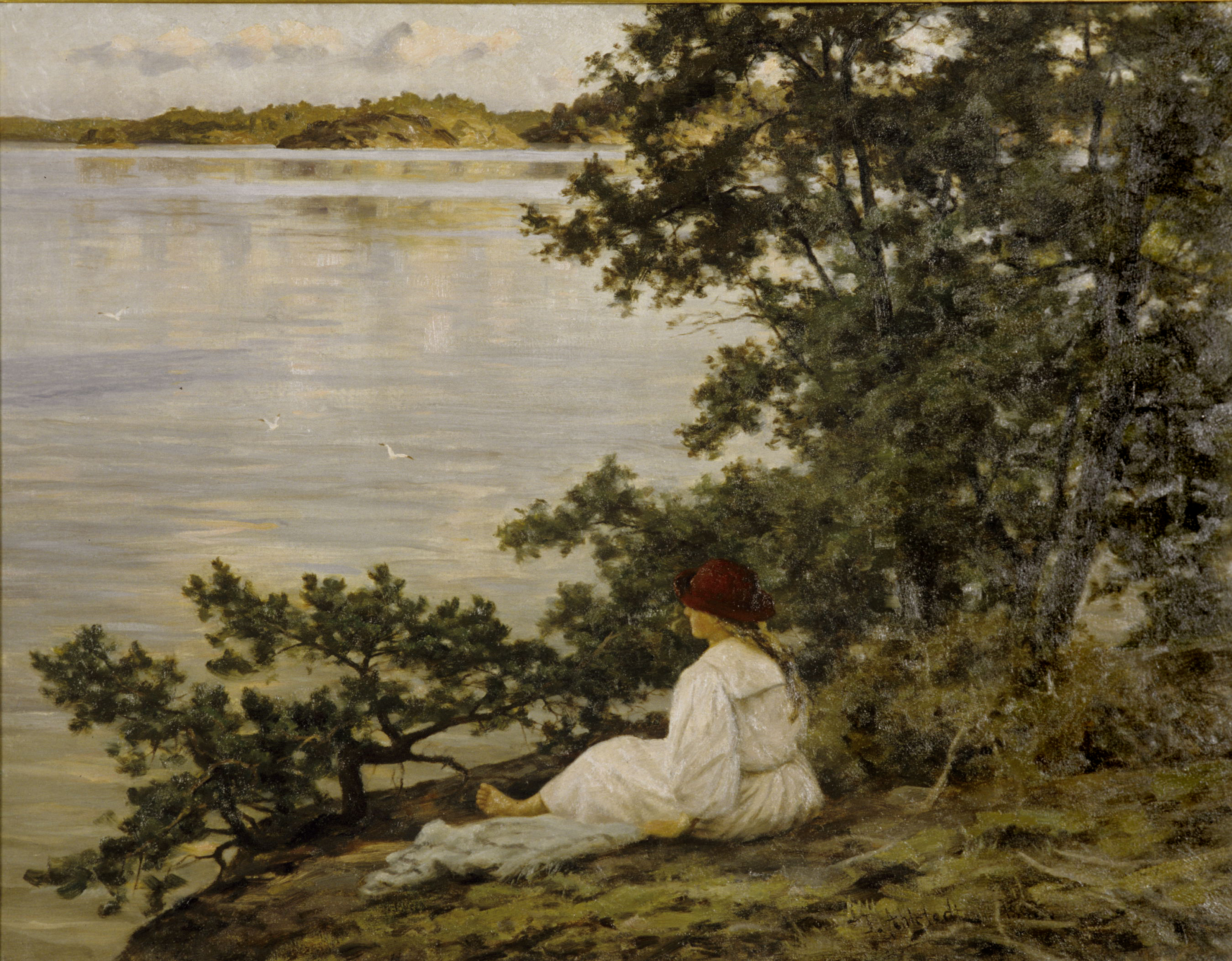
Тишина над озёрами, 1896
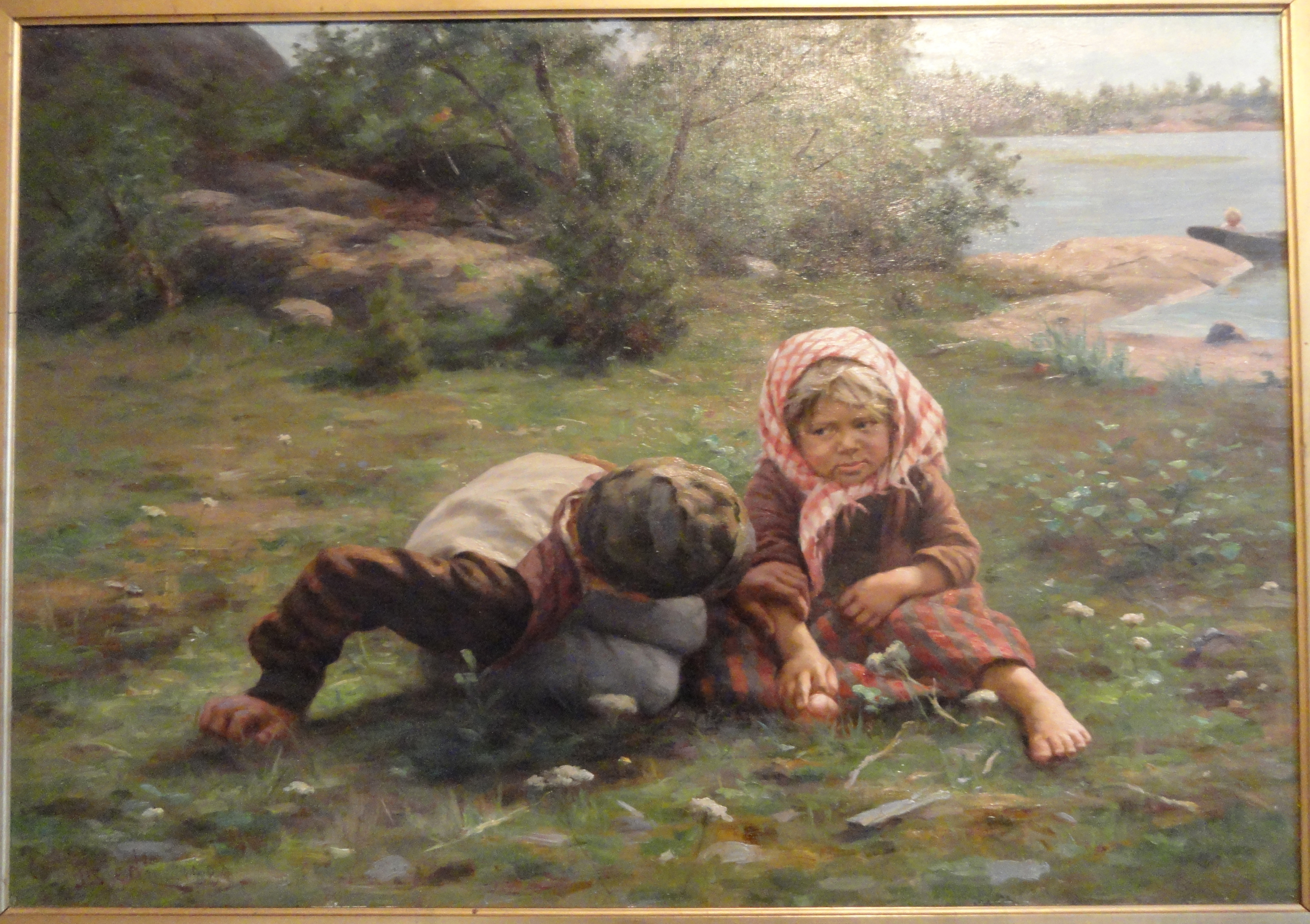
Немного не в духе, 1889
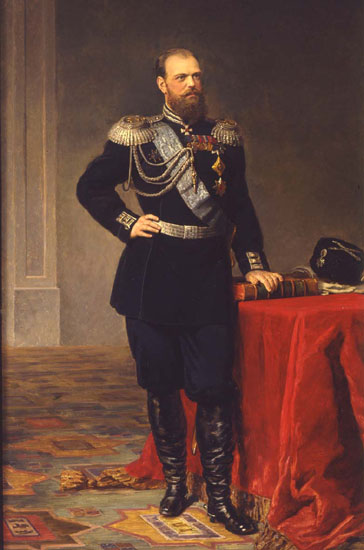
Портрет императора Александра III, 1897
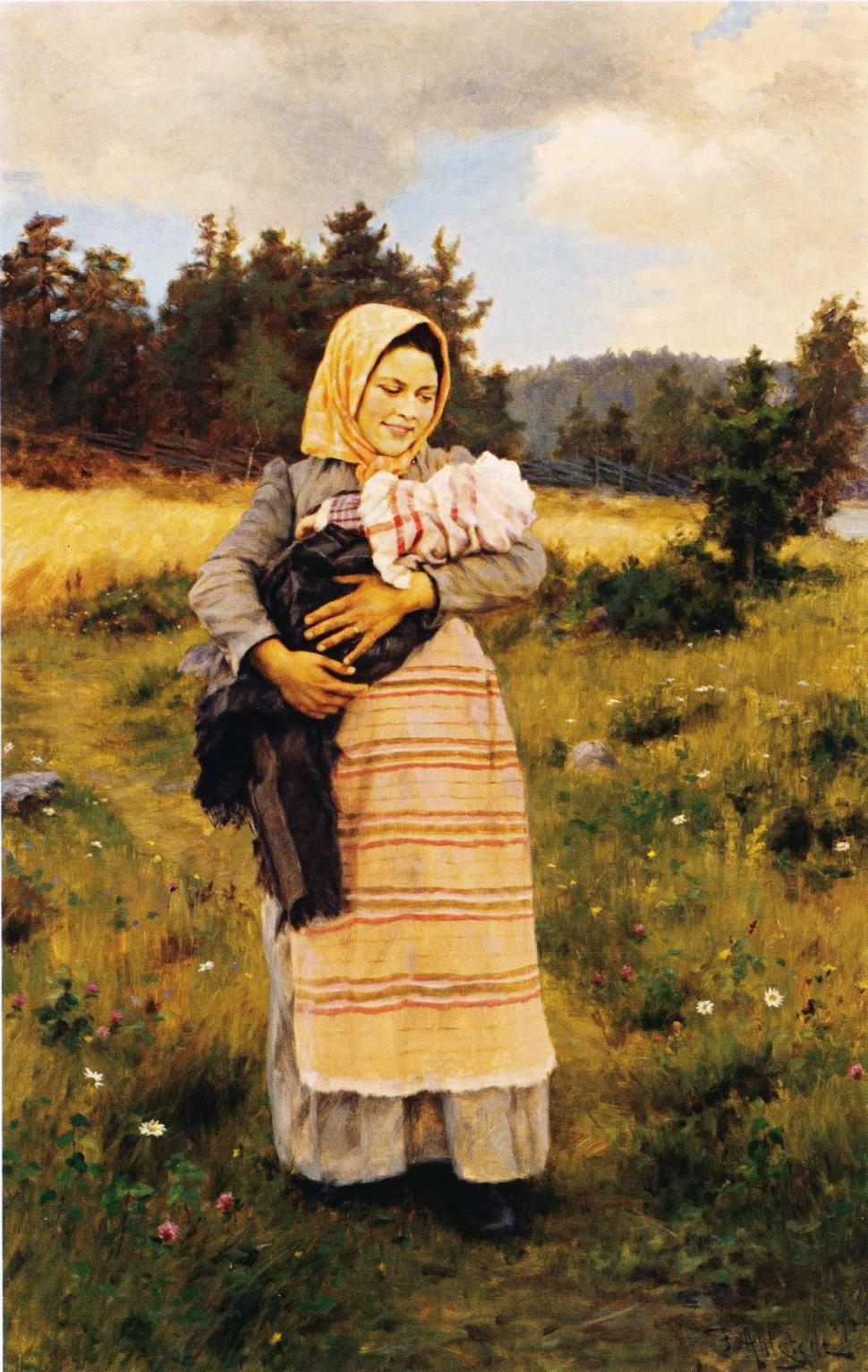
Молодая мать, 1893
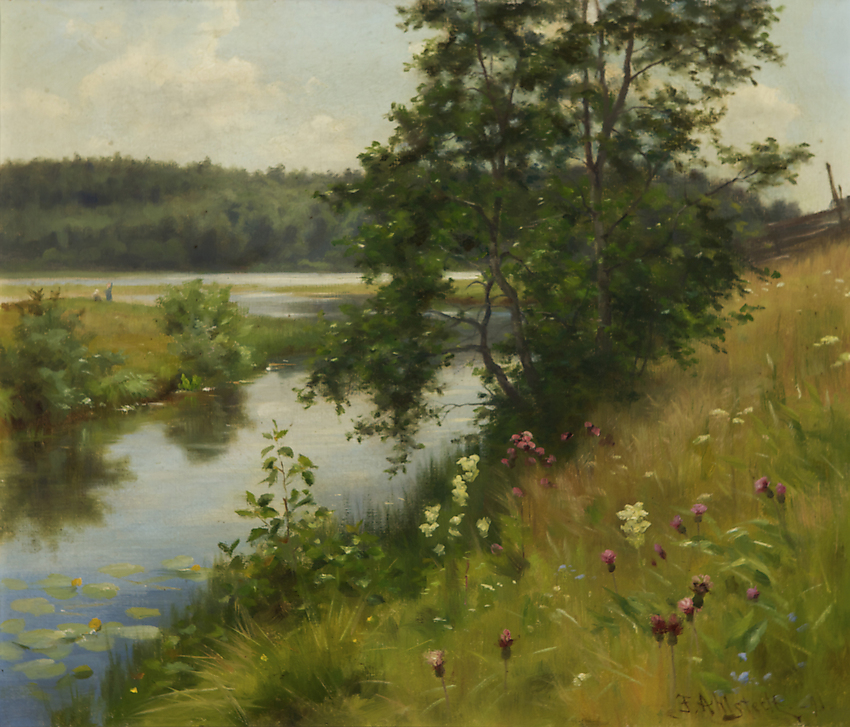
Летний пейзаж, 1891
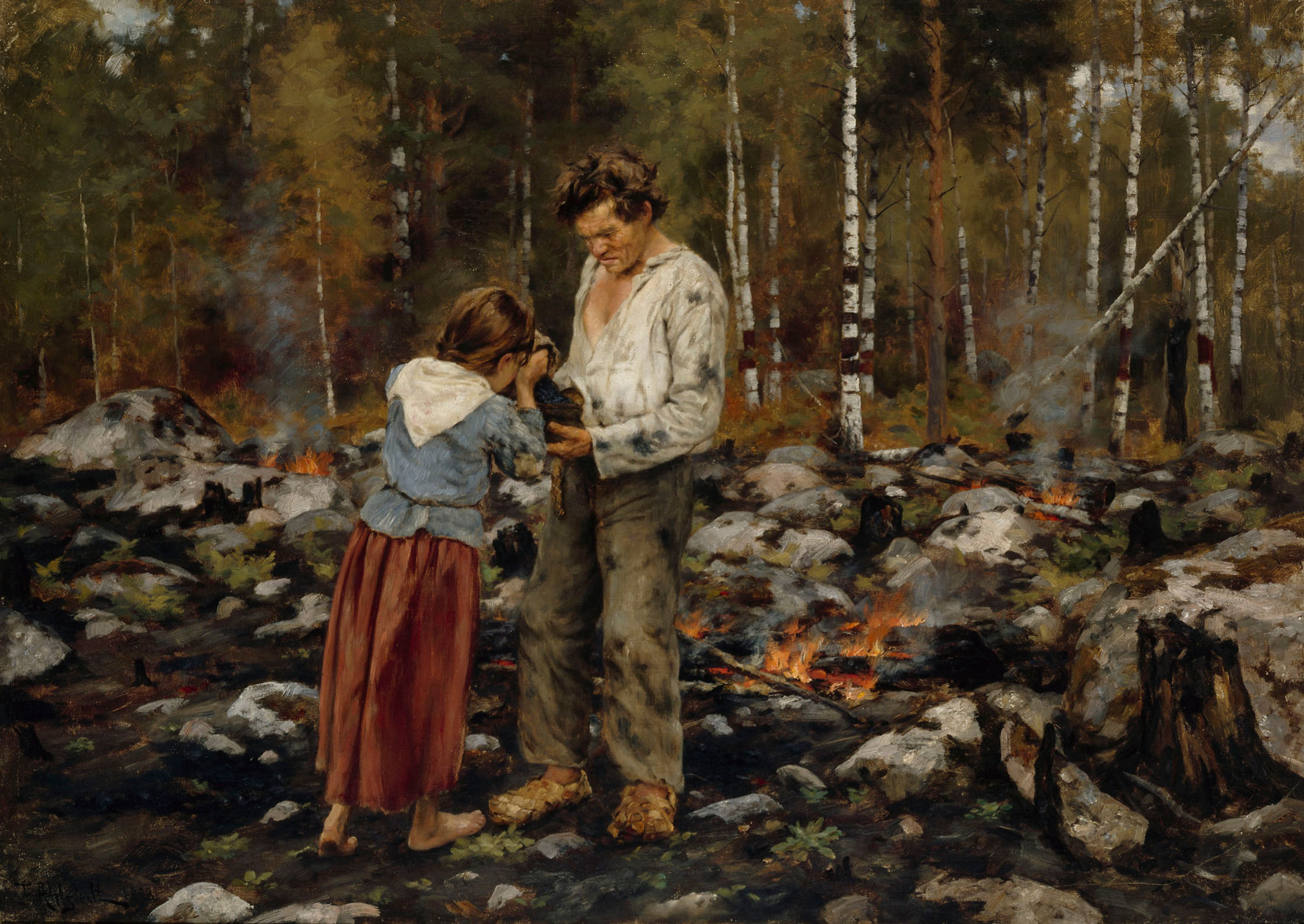
Матти выжигает лес под пашню, 1893
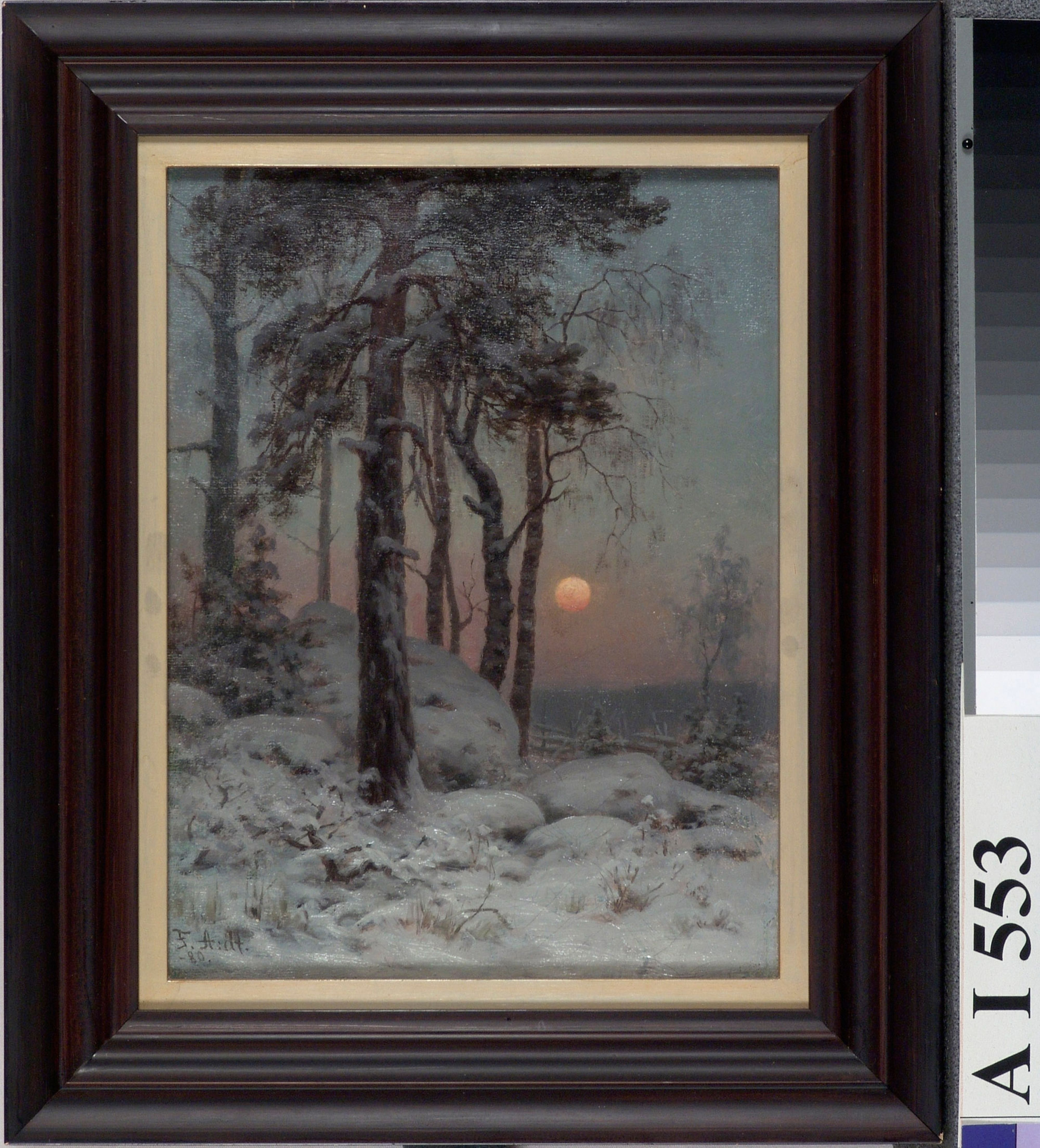
Зимний пейзаж, 1880
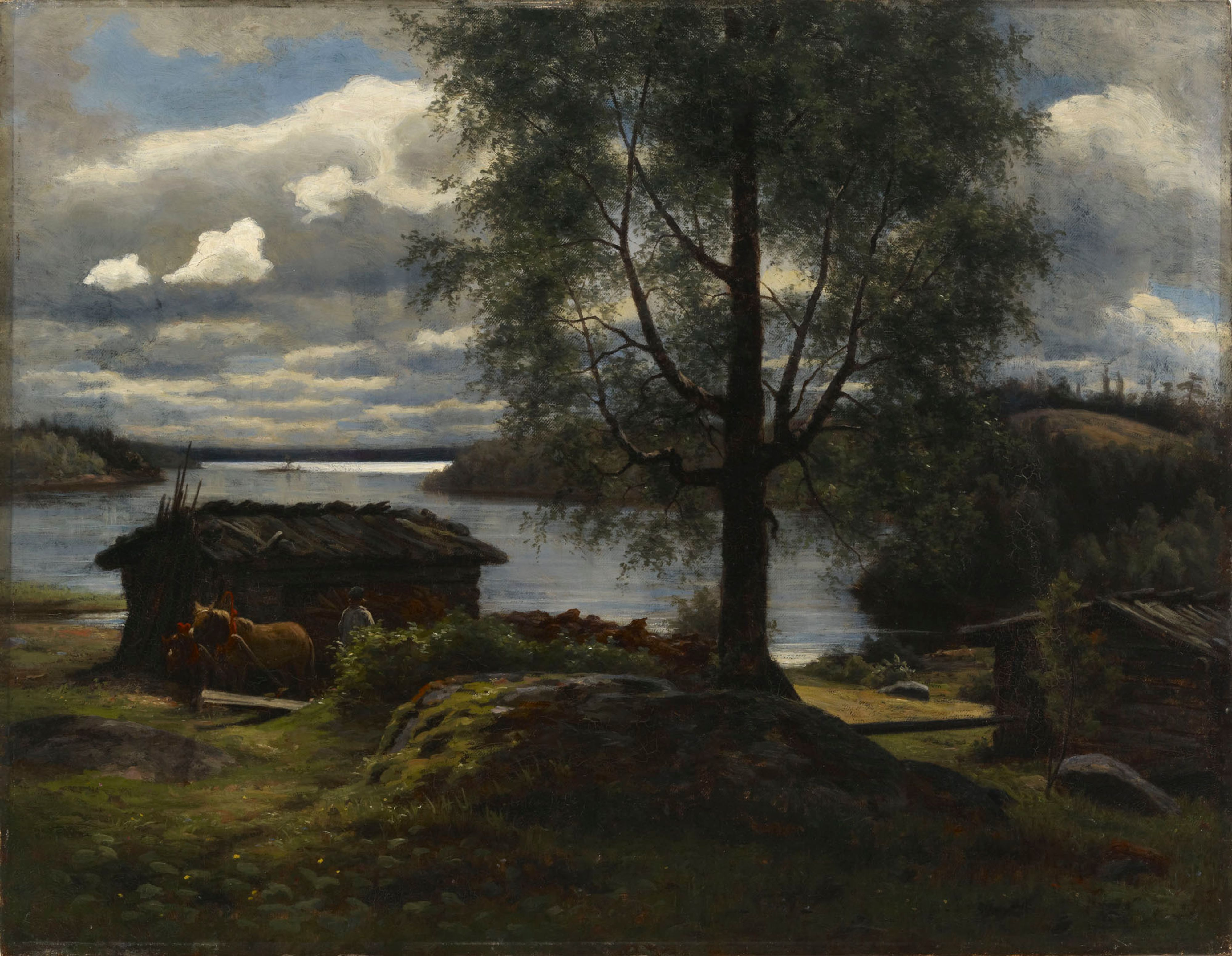
Вид на озеро Ауреярви в приходе Куру
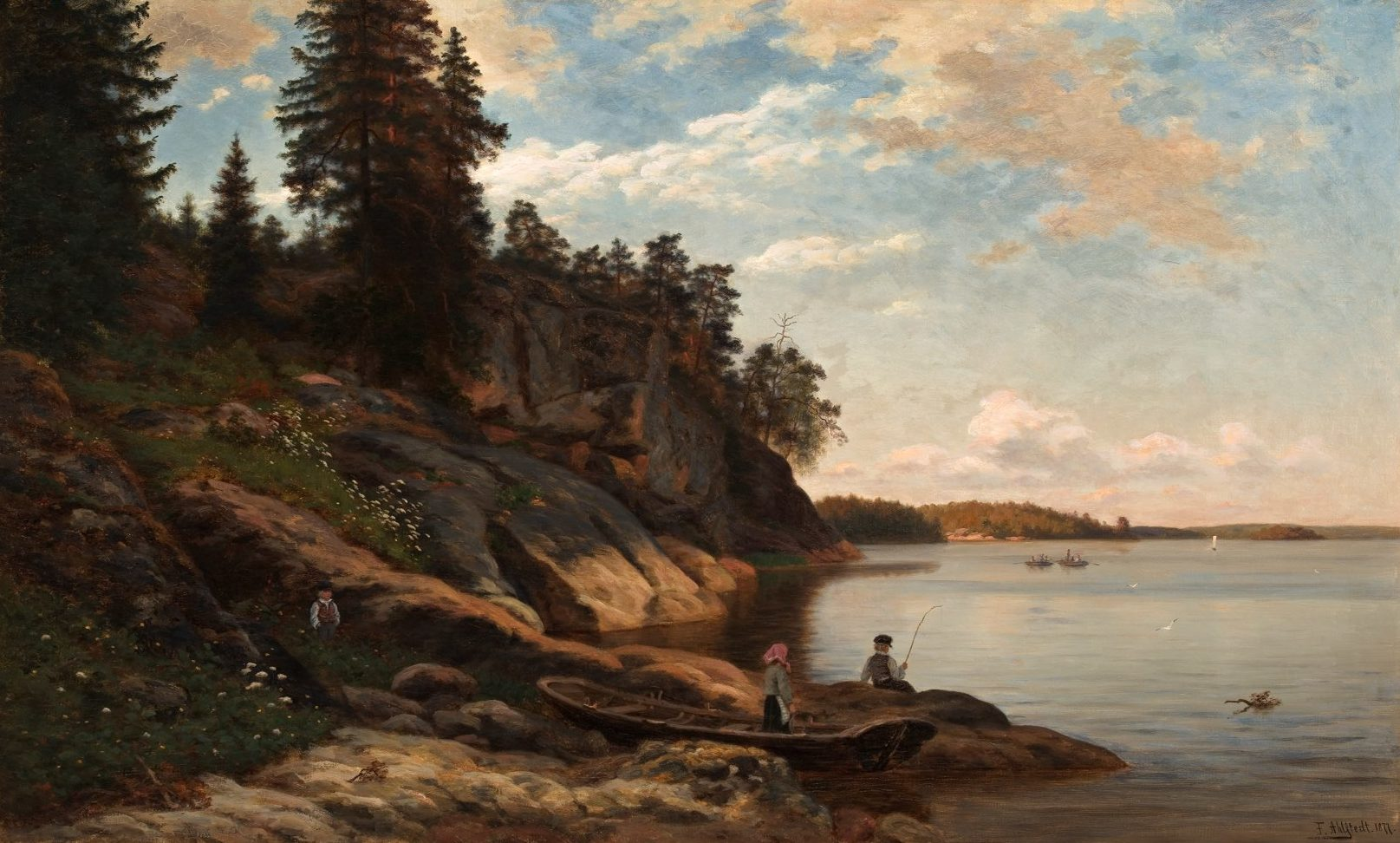
Прибрежный пейзаж в окрестностях Паргаса
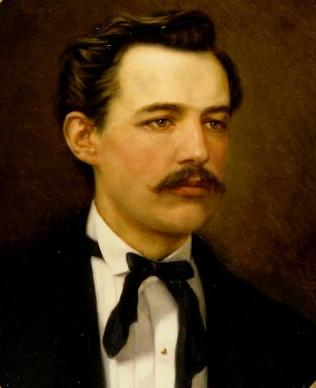
Портрет художника Карла Янссона